# Philadelphia (Mississippi)
Pour les articles homonymes, voir Philadelphie (homonymie).
La ville de Philadelphia est le siège du comté de Neshoba, situé dans l'État du Mississippi, aux États-Unis.
Dans les années 1960, la ville est notamment le lieu des meurtres de la Freedom Summer.

## Source
- (en) Cet article est partiellement ou en totalité issu de l’article de Wikipédia en anglais intitulé « Philadelphia, Mississippi » (voir la liste des auteurs).